# Wasserbehälter Lainz

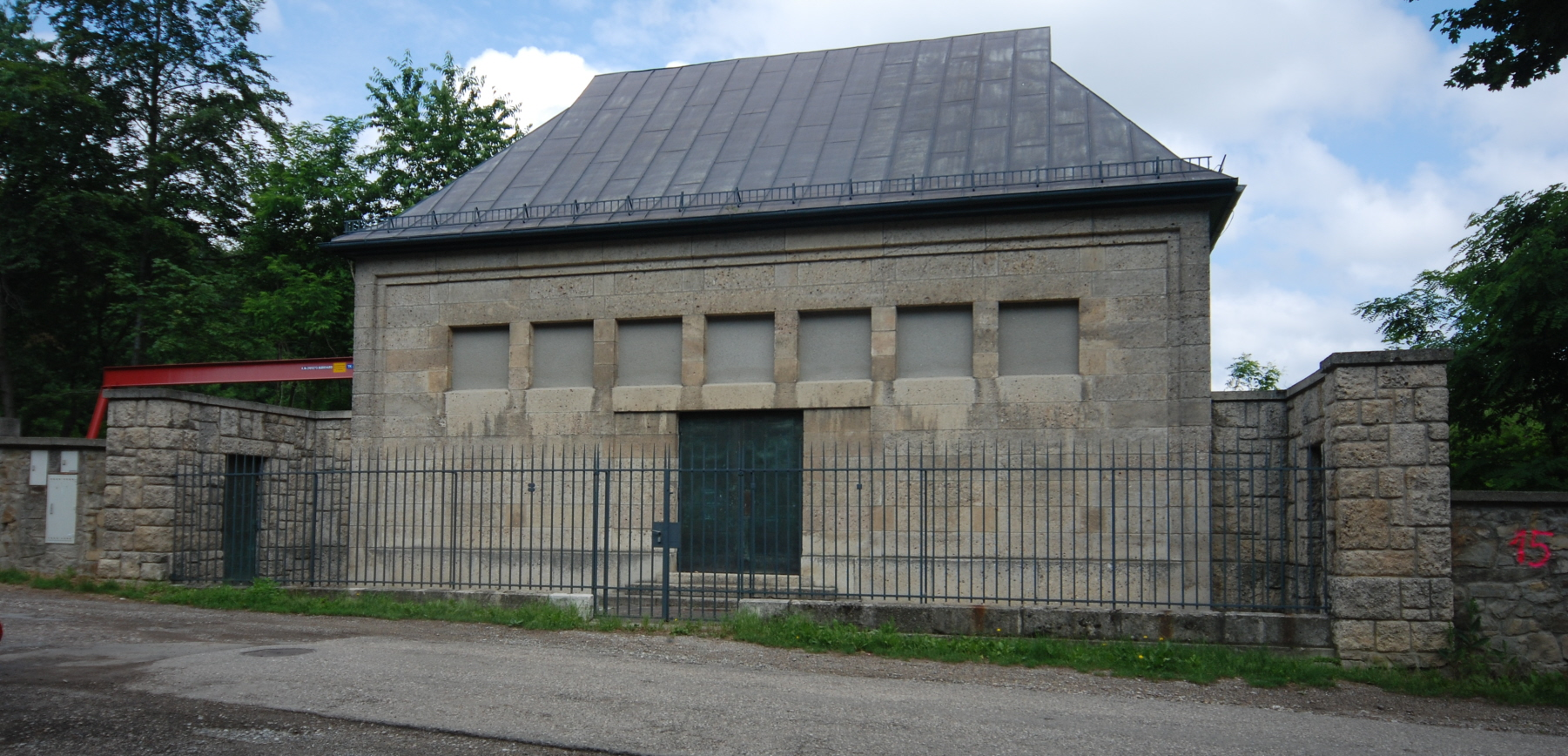
Wasserbehälter Lainz an der Grenze zum Lainzer Tiergarten

Der Wasserbehälter Lainz ist ein Trinkwasserbehälter im Netz der Wiener Wasserversorgung. Erbaut wurde der Wasserbehälter als 21. Wasserbehälter der Stadt Wien in den Jahren 1935 bis 1938. Möglicherweise war er zum Zeitpunkt seiner Errichtung der größte geschlossene Trinkwasserbehälter weltweit.

## Lage
Der Wasserbehälter Lainz befindet sich im 13. Wiener Gemeindebezirk Hietzing am Rand des Lainzer Tiergartens im Süden der Katastralgemeinde Auhof, rund 190 Meter von der Übergangskammer Mauer und knapp 2 km vom namensgebenden Bezirksteil Lainz entfernt. Er wird durch die II. Wiener Hochquellenwasserleitung gespeist. Der Betriebswasserspiegel des Behälters liegt in einer Höhe von rund 327 Meter über dem Meer.

## Geschichte
Mit der Untersuchung des vorgesehenen Baugrundes auf dem Gebiet der damaligen Marktgemeinde Mauer wurde schon vor dem Jahr 1935 begonnen, als zunächst 23 nur einige Meter tiefe Probegrabungen durchgeführt wurden, um einen ersten Eindruck von der Bodenbeschaffenheit zu erhalten. Zu Anfang 1935 drei von ursprünglich 14 geplanten Probebohrungen durch die Firma Latzel und Kutscha bis zu 46 Meter unter die geplante Bausohle durchgeführt. Zusätzlich wurde die schwedische Firma A. B. Elektrisk Malmletning mit einer geophysikalischen Bodenuntersuchung beauftragt. Später wurden nochmals 12 bis zu 5 Meter tiefe Schächte niedergebracht.
Die geologischen Untersuchungen lieferten eingehenden Aufschluss über die Gesteine, auf denen sich der Wasserspeicher befindet, es wurden auch Hinweise auf die Tätigkeit eines kleinen Vulkans gefunden.
Für die Errichtung des Wasserbehälters Lainz auf dem Areal des Lainzer Tiergartens unmittelbar an dessen Grenze fielen rund 5 Hektar Buchen- und Eichenwald durch Schlägerung durch den Kriegsgeschädigtenfonds als Eigentümer des Tiergartens zum Opfer. Die Rodung des Geländes und die Abtragung des Humus erfolgte entsprechend dem Beginn der eigentlichen Erdarbeiten durch die Allgemeine Baugesellschaft A. Porr und J. Takacs & Co.
Die eigentlichen Bauarbeiten wurden von den Firmen
- Allgemeine Baugesellschaft A. Porr,
- Universale Redlich und Berger Bau-A. G.,
- H. Rella und Co,
- Franz Swittaleks Witwe und
- G. und W. Gröger durchgeführt.

Um eine möglichst große Zahl von Arbeitslosen beschäftigen zu können, erfolgte der rund 200.000 Kubikmeter umfassende Erdaushub fast ausschließlich händisch. Nur aushilfsweise wurde ein Löffelbagger eingesetzt. Dem Transport des Aushubmaterials diente eine Feldbahn mit vier Benzinlokomotiven.
In den Jahren 1992 bis 1994 wurde das Ablaufsystem des Behälters umgebaut, womit das Speichervolumen vergrößert werden konnte.

## Beschreibung
Bedingt durch die Anpassung an das Gelände erhielt das Reservoir einen unregelmäßigen Grundriss und zwei unterschiedlich große Behälterkammern. Die südwestliche Kammer umfasst 14.604 Quadratmeter und die nordöstliche Behälterkammer 9.834 Quadratmeter. Die 24.438 Quadratmeter große und rund 25 Zentimeter dicke Behälterdecke samt der Überschüttung mit Erde wird von einer insgesamt 648 Meter langen Außenmauer, einer 146 Meter langen Mittelmauer – beide mit einer Wandstärke von mindestens 35 Zentimetern – zwischen Behälterkammern und 790 Säulen in den Behälterkammern getragen. Gegen eindringendes Sickerwasser wurden die Decke und die Außenwände mit Bitumenanstrichen, verriebenem Putz und einer Torkrethaut geschützt. Die Innenseite der Behälterkammern wurde mit Reibputz versehen, der das Austreten von Hochquellwasser aus dem Behälter verhindern soll.
In der Mitte der der Wittgensteinstraße zugewandten Vorderseite befindet sich die Schieberkammer mit den Zu- und Ableitungsrohren samt den zugehörigen Schiebern. Gestaltet wurde dieser eingeschoßige Bau mit geglätteten Steinquadern, mit vertieften Wandfeldern und Ecklisenen im Stil der Neuen Sachlichkeit. Der Vorhof wird von Mauern mit bossierten Kunststeinquadern flankiert.

## Dimension
Das Fassungsvermögen des neuen Behälters mit nunmehr 143.620 Kubikmeter entsprach rund 43 Prozent des den Wiener Wasserwerken bisher zur Verfügung stehenden gesamten Speichervolumens von rund 336.000 Kubikmetern. Gleichzeitig war der Wasserbehälter Lainz um 21 Prozent größer als der bis dahin größte Behälter, der Wasserspeicher Rosenhügel.